# 内外大神宮
内外大神宮（ないげだいじんぐう）
は茨城県筑西市にある神社。伝承によると継体天皇年間創建。社伝によると大同元年（806年）社殿造営と伝わる。地元では「おしめさま(神明さま)」とも呼ばれ、親しまれている。神紋は三つ巴。

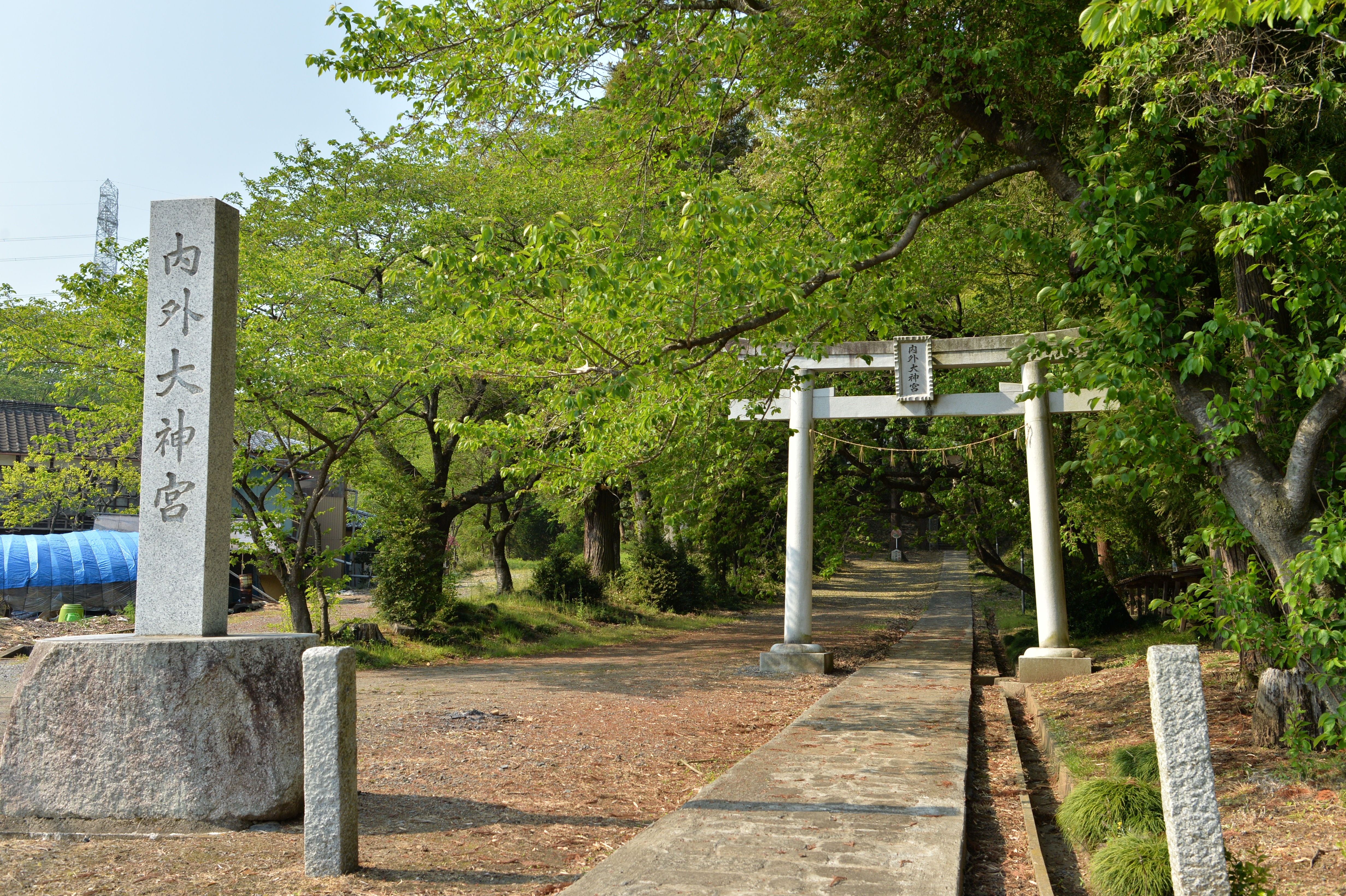
内外大神宮の鳥居

## 祭神

### 内宮
主祭神
- 天照大御神

相殿神
- 天手力男神
- 万幡豊秋津姫命

### 外宮
主祭神
- 豊受大神

相殿神
- 天津彦根火瓊々杵尊
- 天児屋根命
- 天太玉命

## 歴史
伝承によると継体天皇27年4月21日、伊勢神領として当地を選定し、創建。社伝により大同元年（806年）に社殿造営と伝わる。近隣59か村を氏子として繁栄した。
当社の造営は大同元年（806年）11月15日。（第三回）不明、延宝7年（1679年）10月10日本殿再建、宝暦3年（1751年）4月、明治35年（1902年）拝殿修理、昭和61年（1986年）拝殿再建。
寛治 - 康和年間(1087年 - 1104年)の頃、伊勢神宮内宮領に属し、常陸国では唯一の御厨である小栗保（御厨）として成立。本殿は応永年間（1394年 - 1427年）に戦災で焼失したが、延宝７年（1679年）に地元大工により再建された。
なお、この御厨を管理したのが、桓武平氏流常陸平氏の小栗氏である。

## 境内

### 内宮・外宮

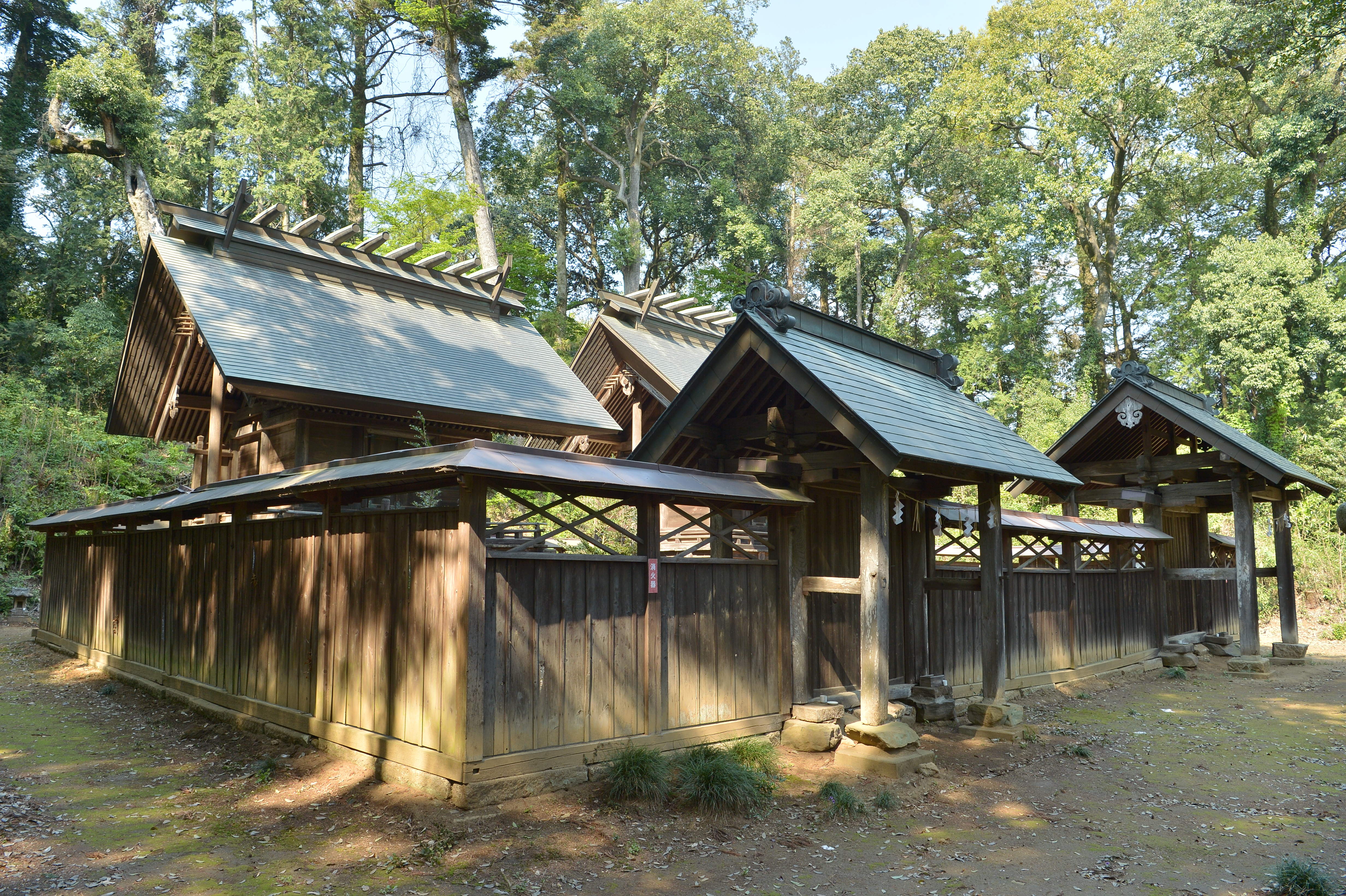
内宮（右）・外宮（左）の両本殿と御門（国の重要文化財）

両本殿ともに桁行三間、梁間二間の本格的な三間社神明造茅葺（銅板仮葺）であるが、外宮はすべてにおいて内宮より規模を減じている。両本殿の建立は、内宮本殿の板戸金具刻銘および内部壁板墨書により、延宝7年（1679年）に地元の大工によって建立されたことが分かっている。正当な神明造本殿を二棟を並立させる社殿形式として我が国で現存する最古のものであり、重要である。元々は茅葺であったが、昭和50年代に保護のため銅板葺となった。
また、両本殿の御門も保存されており、伊勢神宮御厨に勧請された神明社の、近世における社頭構成を伝える点においても価値が高いとされ、重要文化財（国指定）に指定されている。

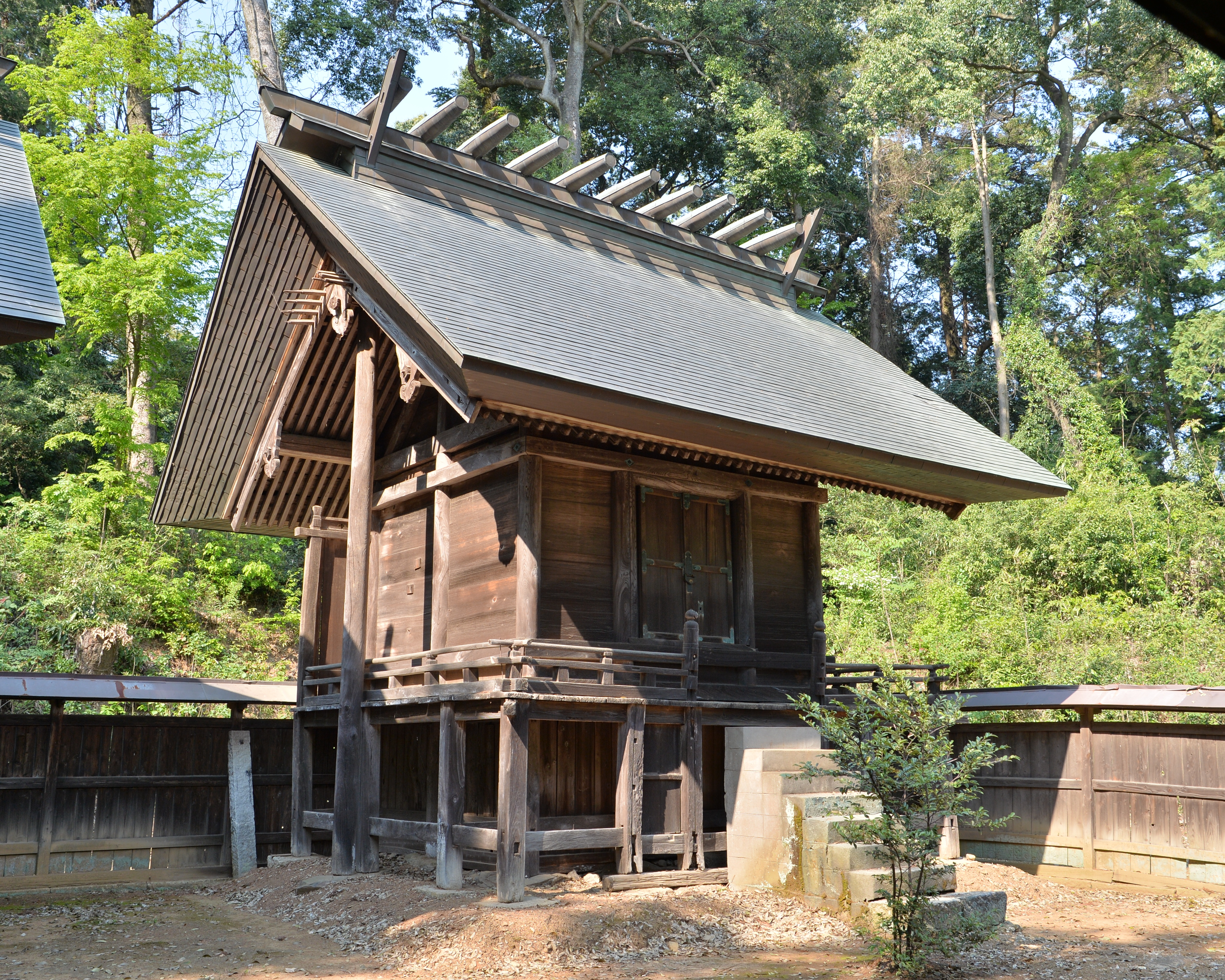
内宮本殿（重要文化財）

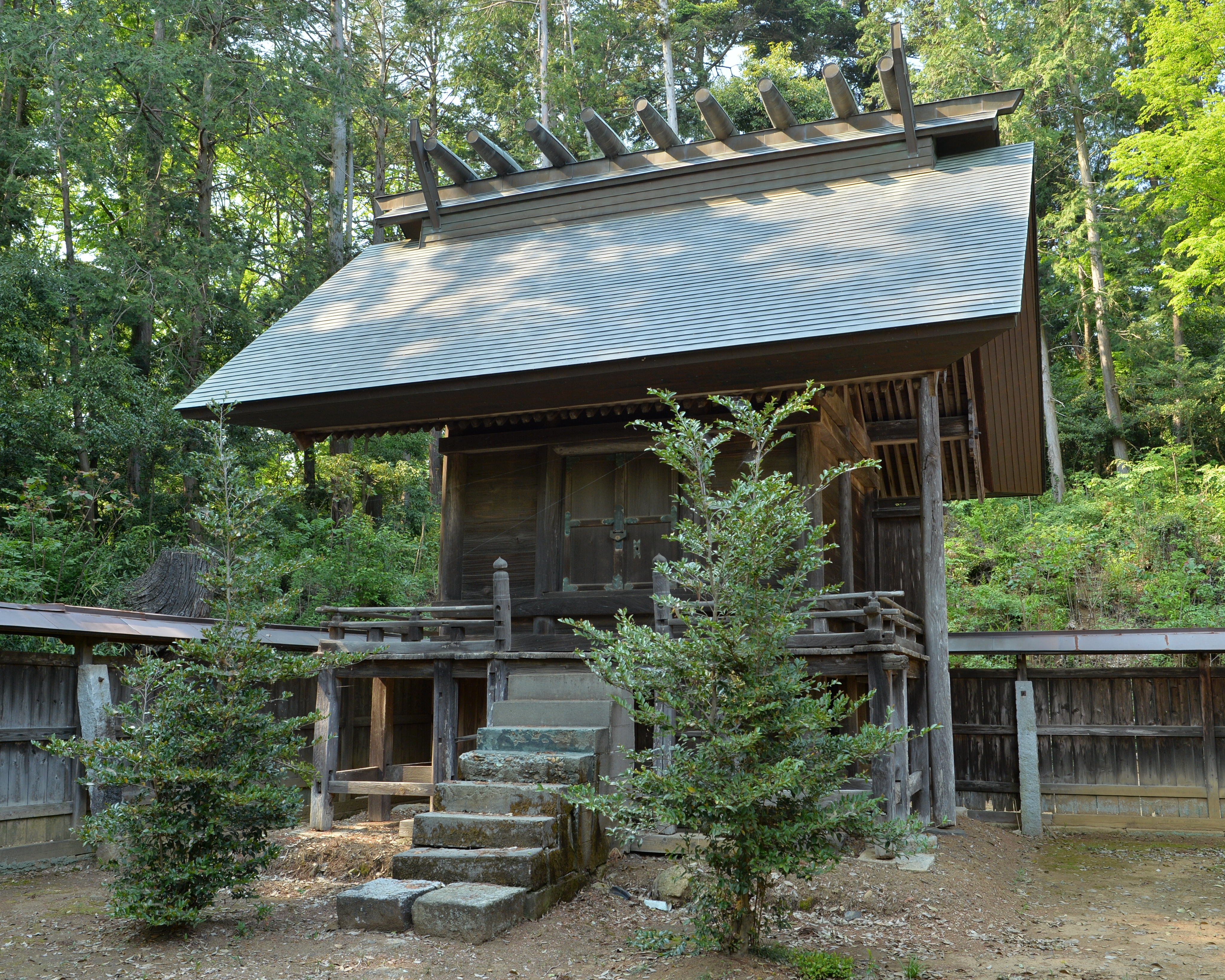
外宮本殿（重要文化財）

### 御遷殿

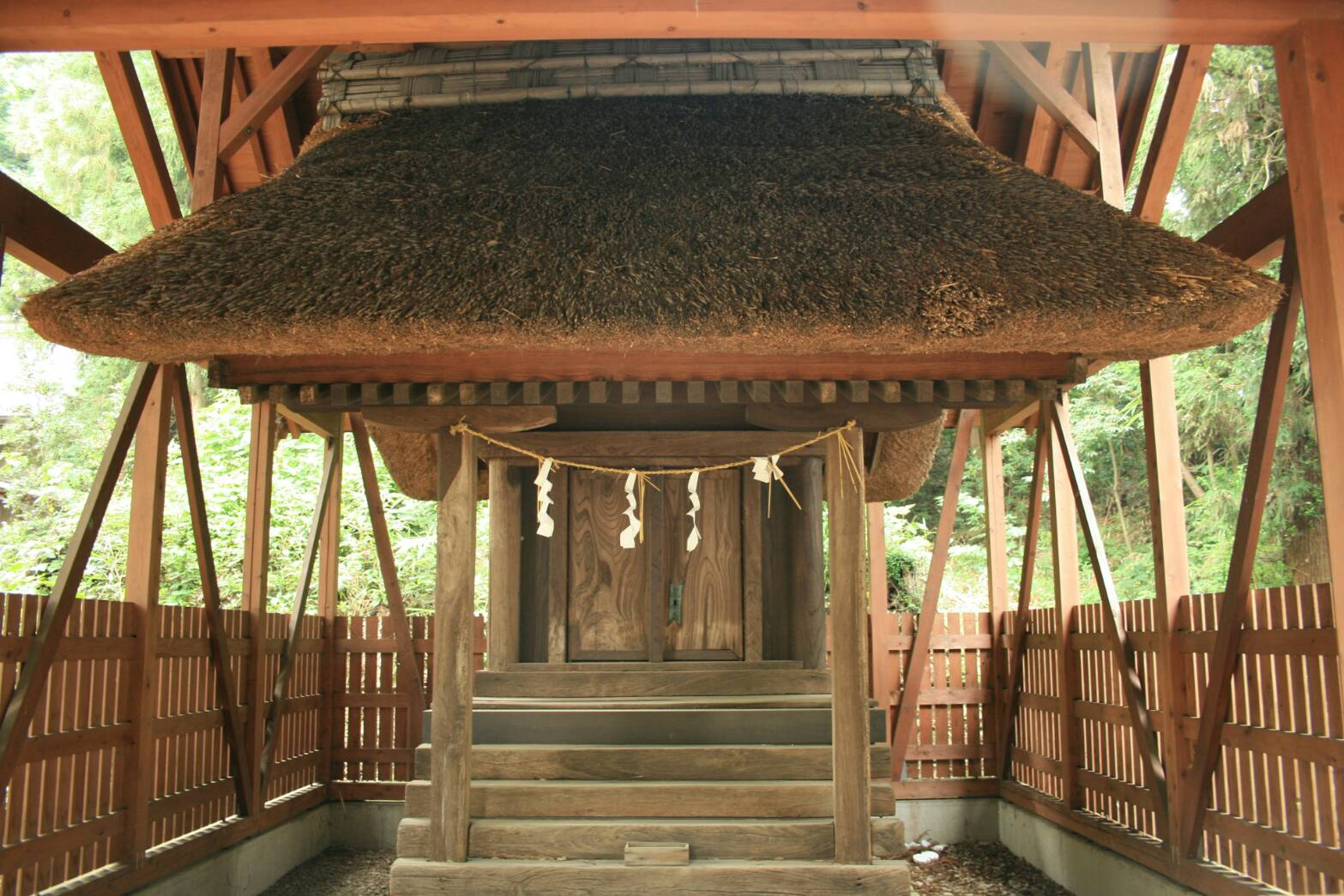
御遷殿(国の重要文化財)と覆屋

本殿の建替えや修復時などに御祭神を一時移しするために使用された仮宮である。一間社流造茅葺で、向拝柱および方柱の大面取、海老虹梁の袖切などの細部手法や全体の形式は、室町時代の古様をとどめている。
扉金具刻銘「祈迎　厚木大和守　同柳町源右衛門　元亀5年　甲戌2月吉日　敬白」により、天正2年（1574年）の建立と分かり、室町時代の建築として重要であるとして、重要文化財（国指定）に指定されている。なお、現在は保護のため全体が覆屋で覆われている。
- 拝殿－明治35年（1902年）まで存在した拝殿は、その年の台風により大破した。旧材を使用し修理を行ったが、老朽化が著しくなったため、昭和61年（1986年）再建された。
- 神楽殿
- 鳥居－以前は参道に一の鳥居から三の鳥居まで存在したが（いずれも文久年間建立）、平成23年（2011年）に起きた東北地方太平洋沖地震により破損・倒壊し、現在では一の鳥居のみ再建されている。また昭和20年代まで小栗地区内下町に一の鳥居が存在した。

## 境内社
- 岩清水八幡宮(祭神：応神天皇、神功皇后、玉依姫命)
- 熊野神社(祭神：熊野速玉大神、熊野夫須美大神)
- 白山神社(祭神：菊理媛神)
- 稲荷神社(祭神：宇賀御魂命)
- 鹿島神社（祭神：武甕槌大神）

## 祭事
- 例祭 4月21日(現在はこの日の直前の日曜日)
- 新嘗祭 11月10日(現在はこの日の直前の日曜日)

## 文化財

### 重要文化財（国指定）
- 内外大神宮 3棟（附 内宮御門・外宮御門）[1]
  - 内宮本殿 - 江戸時代中期（1679年）の建立。桁行三間、梁間二間、神明造、茅葺（銅板仮葺）。平成21年（2009年）12月08日指定。
  - 外宮本殿 - 江戸時代中期（1679年）の建立。桁行三間、梁間二間、神明造、茅葺（銅板仮葺）。平成21年（2009年）12月08日指定。
  - 御遷殿 - 安土桃山時代（1574年）の建立。一間社流造、茅葺。平成21年（2009年）12月08日指定。

### 茨城県指定無形民俗文化財
- 小栗内外大神宮太々神楽（1972年3月7日指定）